# 小行星3862
小行星3862（3862 Agekian）是一颗绕太阳运转的小行星，为主小行星带小行星。该小行星于1972年5月18日发现。

## 轨道参数
小行星3862的轨道半长轴为2.5409077 UA，离心率为0.250。